# Парламентарни избори в Северна Корея (1977)
Парламентарните избори в Северна Корея през 1977 г. са шести избори за Върховно събрание и са проведени на 11 ноември.
Само един кандидат е избиран във всеки избирателен район, всички от които са представители на Корейската работническа партия, въпреки че някои са кандидати от името на други партии или държавни организации, за да се даде вид на демокрация.
През първата сесия е приет втори 7-годишен план (1978–1984) за развитието на икономиката на страната.

## Резултати
| Коалиция                                        | Гласове (%) | Места |
| ----------------------------------------------- | ----------- | ----- |
| Демократичен фронт за обединение на отечеството | 100,0%      | 579   |
| Общо                                            | 100,0%      | 579   |
| Активност: 100,0%                               |             |       |
| Източник:                                       |             |       |